# Strehla
Strehla est une ville de Saxe (Allemagne), située sur les bords de l'Elbe, dans l'arrondissement de Meissen, dans le district de Dresde.

## Histoire
La toute première prise de contact entre les troupes américaines venant de l'ouest et soviétiques venant de l'Est, à la fin de la Seconde Guerre mondiale eut lieu à cet endroit le 25 avril 1945, avant que cette jonction ne soit officialisée trois heures plus tard à Torgau lors de la cérémonie du Elbe Day.
En effet, le Premier-lieutenant Albert Kotzebue de la 69e division d'infanterie américaine de la 1e Armée US y traversa l'Elbe à bord d'une barque en compagnie de trois hommes du peloton de renseignement et de reconnaissance, allant ainsi à la rencontre d'éléments de la 58e division de fusiliers de la Garde soviétique issus du 1er front ukrainien commandé par le Lieutenant-colonel Alexander Gardiev.